# Flensburger Hafenbahn
| Straßenbahnartig trassierter Abschnitt im Zentrum |                       |                                          |                                          |
| |                       |                                          |                                          |
| Streckennummer (DB): | 1003, 1002 (Ostseite) |                                          |                                          |
| Spurweite: | 1435 mm (Normalspur)  |                                          |                                          |
| |                       |                                          |                                          |
| \| \| \| Flensburger Schiffbau-Gesellschaft/Hafen \| \| \| \| 178,6 \| Streckensperrung \| Streckensperrung \| \| \| \| Hafenbahnhof \| \| \| \| \| Hafendamm \| \| \| \| \| ehem. Trasse von Kiel \| \| \| \| 177,6 \| Flensburg Alter Bahnhof \| Flensburg Alter Bahnhof \| \| \| \| Angelburger Straße \| \| \| \| \| Heinrichstraße \| \| \| \| \| Bahnhofstraße \| \| \| \| \| Schleswiger Straße \| \| \| \| \| Husumer Straße \| \| \| \| 174,9 \| Flensburg Wilhelminental (Awanst) \| Flensburg Wilhelminental (Awanst) \| \| \| 176,2 \| Flensburg \| Flensburg \| \| \| \| Strecke nach Kiel \| \| \| \| \| Strecke nach Padborg \| \| \| \| \| Strecke von Padborg \| \| \| \| 172,9 \| Flensburg Weiche \| Flensburg Weiche \| \| \| \| ehem. Strecke nach Niebüll \| \| \| \| \| ehem. Strecke nach Husum \| \| \| \| \| Strecke nach Neumünster \| \| |                       |                                          |                                          |
| Blockstelle (Strecke außer Betrieb) · Blockstelle (Strecke außer Betrieb) |                       | Flensburger Schiffbau-Gesellschaft/Hafen | Flensburger Schiffbau-Gesellschaft/Hafen |
| Strecke (außer Betrieb) | 178,6                 | Streckensperrung                         | Streckensperrung                         |
| Dienststation / Betriebs- oder Güterbahnhof (Strecke außer Betrieb) · Strecke (außer Betrieb) |                       | Hafenbahnhof                             | Hafenbahnhof                             |
| Strecke (außer Betrieb) · Brücke (Strecke außer Betrieb) |                       | Hafendamm                                | Hafendamm                                |
| Abzweig geradeaus und von links (Strecke außer Betrieb) · Abzweig quer und nach rechts (Strecke außer Betrieb) |                       | ehem. Trasse von Kiel                    | ehem. Trasse von Kiel                    |
| Bahnhof (Strecke außer Betrieb) | 177,6                 | Flensburg Alter Bahnhof                  | Flensburg Alter Bahnhof                  |
| Brücke (Strecke außer Betrieb) |                       | Angelburger Straße                       | Angelburger Straße                       |
| Brücke (Strecke außer Betrieb) |                       | Heinrichstraße                           | Heinrichstraße                           |
| Brücke (Strecke außer Betrieb) |                       | Bahnhofstraße                            | Bahnhofstraße                            |
| Brücke (Strecke außer Betrieb) |                       | Schleswiger Straße                       | Schleswiger Straße                       |
| Brücke (Strecke außer Betrieb) |                       | Husumer Straße                           | Husumer Straße                           |
| Abzweig ehemals geradeaus und von links · Strecke von rechts | 174,9                 | Flensburg Wilhelminental (Awanst)        | Flensburg Wilhelminental (Awanst)        |
| Strecke · Bahnhof | 176,2                 | Flensburg                                | Flensburg                                |
| Strecke · Abzweig geradeaus und nach links |                       | Strecke nach Kiel                        | Strecke nach Kiel                        |
| Kreuzung geradeaus unten · Strecke nach rechts |                       | Strecke nach Padborg                     | Strecke nach Padborg                     |
| Abzweig geradeaus und von rechts |                       | Strecke von Padborg                      | Strecke von Padborg                      |
| Dienststation / Betriebs- oder Güterbahnhof | 172,9                 | Flensburg Weiche                         | Flensburg Weiche                         |
| Abzweig geradeaus und ehemals nach rechts |                       | ehem. Strecke nach Niebüll               | ehem. Strecke nach Niebüll               |
| Abzweig geradeaus und ehemals nach rechts |                       | ehem. Strecke nach Husum                 | ehem. Strecke nach Husum                 |
| Strecke |                       | Strecke nach Neumünster                  | Strecke nach Neumünster                  |

Die Flensburger Hafenbahn ist eine rund 4,5 Kilometer lange normalspurige Bahnstrecke, die von der Bahnstrecke Neumünster–Flensburg abzweigend die Flensburger Innenstadt und das Westufer der Flensburger Förde erschließt. Daneben gibt es ein Gleis am Ostufer, das teilweise abgebaut ist. Sie gehört zu den wenigen deutschen Hafenbahnen an der Ostsee.

## Hintergrund
Die Strecke der Hafenbahn besteht seit 1854 und ist die älteste noch erhaltene Bahntrasse Deutschlands. Sie war wichtiger Bestandteil des größten Flensburger Hafenfestes, dem Dampf Rundum. Am 6. November 2014 wurden durch Asphaltierungen große Teile der Westtrasse unbrauchbar gemacht. Diese Maßnahme soll rückbaubar sein. Der Bestand der Anlage ist stark gefährdet.

## Streckenbeschreibung
Die Flensburger Hafenbahn beginnt zwei Kilometer nordöstlich des Bahnhofs Flensburg-Weiche an der Ausweichanschlussstelle Wilhelminental, wo sie zum einen auf die Zuführungsstrecke zum Bahnhof Flensburg, zum anderen auf die Bahnstrecke Flensburg–Neumünster trifft.
Um vom Bahnhof auf die Hafenbahn fahren zu können, war eine Sägefahrt notwendig. Aus dem Bahnhof Flensburg Weiche konnte die Hafenbahn ohne Fahrtrichtungswechsel befahren werden. Seit September 2015 ist die Weiche an der Anschlussstelle ausgebaut. Die bereits 2014 stillgelegte Hafenbahn kann seither nicht mehr befahren werden.
Von Wilhelminental verläuft die Strecke 2,4 Kilometer in nördlicher Richtung über einen Bahndamm durch die Innenstadt in Richtung Flensburger Förde. Der Bahndamm verläuft an der ursprünglichen Wasserkante der Förde und des Mühlenstroms entlang, schützt mit seiner Masse das unweit der Förde liegende Johannisviertel vor dem Verkehrslärm der auf der anderen Seite liegenden Hauptverkehrsstraße und markiert damit zugleich die ursprüngliche Grenze der Halbinsel Angelns.
Als die Bahntrasse angelegt wurde, wurde für den Flensburger Bahnhof ein Standort unweit südlich der Hafenspitze im Bereich der heutigen Hauptverkehrsstraße gewählt. Der erste Bahnhof, Englischer Bahnhof genannt, wurde später durch den Preußischen Bahnhof ersetzt, der sich an derselben Stelle befand. Dieser Bahnhof war bis in die 1920er Jahre der wichtigste Flensburger Bahnhof. Er wurde nach dem Bau des neuen Bahnhofs zum ersten deutschen Omnibusbahnhof umgewidmet.
Die Gleisanlagen zum Zusteigen der Bahnreisenden wurden abgebaut. Bei der Hafenspitze, der Angelburger Straße, der Heinrichstraße und der Bahnhofstraße verläuft die Trasse über Eisenbahnbrücken. Unter diesen verlaufen wichtige Verbindungsstraßen.
Nördlich des Busbahnhofs beginnt die eigentliche Hafenbahn zur Anbindung des Flensburger Hafens sowie einiger Betriebe. Die westliche Strecke verläuft direkt am Fördeufer nordwärts. Sie ist teilweise wie eine Straßenbahn trassiert und schließt die Flensburger Stadtwerke und die Werft der Flensburger Schiffbau-Gesellschaft an.
Die Strecke auf dem Ostufer, die zum Industriehafen und bis in den militärischen Bereich bei der Marineschule Mürwik führte, wurde teilweise abgebaut. Die Strecke am Ostufer ist zum Teil durch Pflanzen bewachsen und reicht noch durchgehend bis ungefähr zum Lautrupsbach, wo zwischen 2012 und 2013 der umstrittene Bau Klarschiff errichtet wurde.

## Betrieb und Geschichte
Die erste Flensburger Hafenbahn entstand bis zum 25. Oktober 1854 durch die Firma Peto, Brassey and Betts, um in Flensburg angelandetes Vieh mit der neu errichteten Strecke Flensburg–Husum–Tönning zwecks Verschiffung nach Großbritannien auf die Eisenbahn verladen zu können.

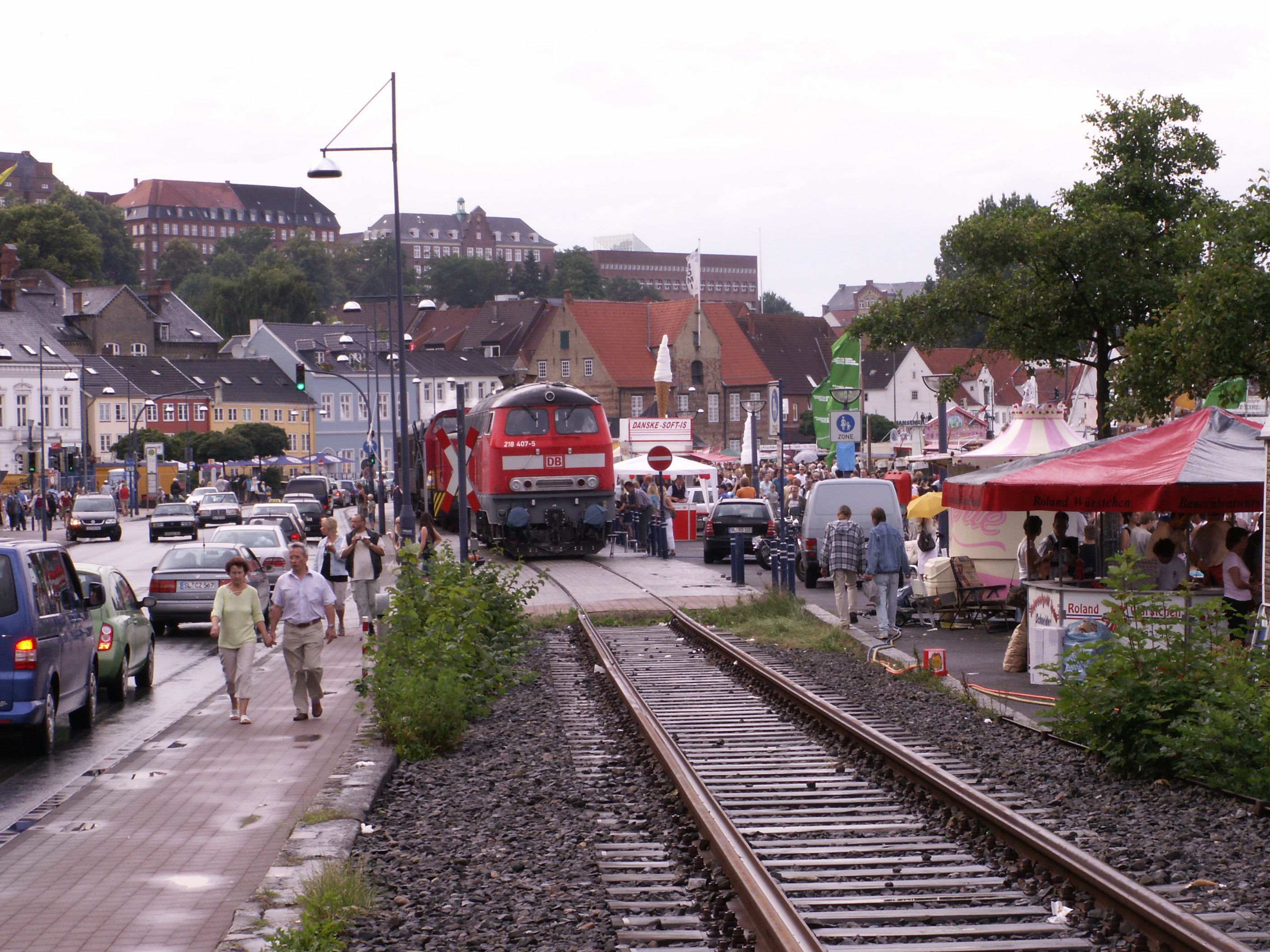
Baureihe 218 beim Dampf Rundum in Flensburg im Juli 2007 auf der Hafenbahn

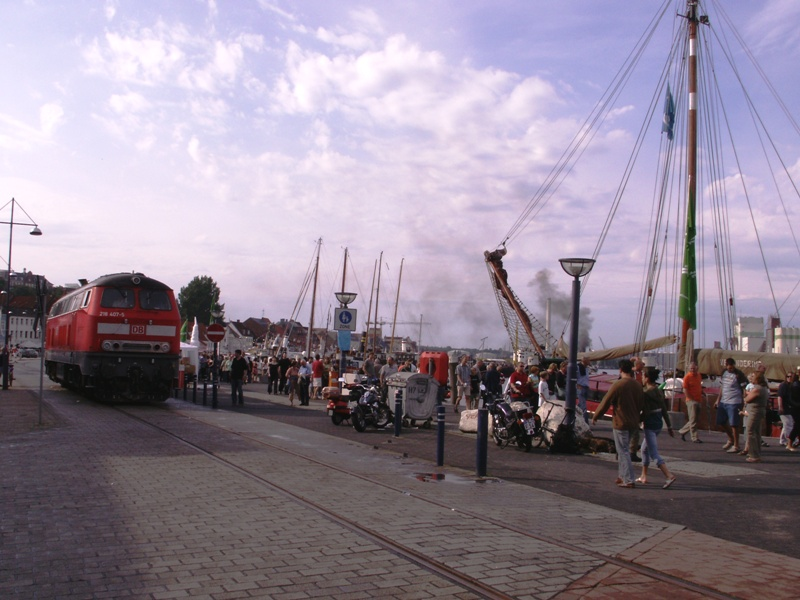
Baureihe 218 beim Dampf Rundum in Flensburg im Juli 2007 auf der Hafenbahn

Die Hafenbahn wurde 1854 bis an den heutigen Segelhafen gebaut und mit dem Aufbau weiterer Industriebetriebe im Flensburger Norden bis zur Werft verlängert. Vom ersten Bahnhof gab es ein Verladegleis auf die 1857 gebaute 257 m lange Englische Brücke, über die anfangs Vieh zwischen Bahn und Schiff umgeschlagen wurde.
Am Südende der Flensburger Förde entstand der als Englischer Bahnhof bekannt gewordene Kopfbahnhof der Strecke nach Tönning. Dessen Empfangsgebäude wurde 1883 von Johannes Otzen im repräsentativen Stil neu errichtet (Preußischer Bahnhof).
Seit 1928, nach dem Bau des heutigen Bahnhofs im Süden der Stadt, wurde diese Gleisanlage nur noch als Güterbahnhof genutzt. 1929 wurde die Brückenträger der Eisenbahnbrücke bei der Angelburger Straße erneuert. Die dortige Stützmauer des Bahndamms entstand zeitgleich im Sinne der Heimatschutzarchitektur aus gelben Backsteinen. Am 31. Dezember 1931 wurde der Preußische Bahnhof zum ersten Omnibusbahnhof Deutschlands umgewidmet. Etwa 1935 wurde die Zuführungsstrecke zum Hafen auf einen östlich an diesem Busbahnhof vorbeiführenden Damm verlegt.

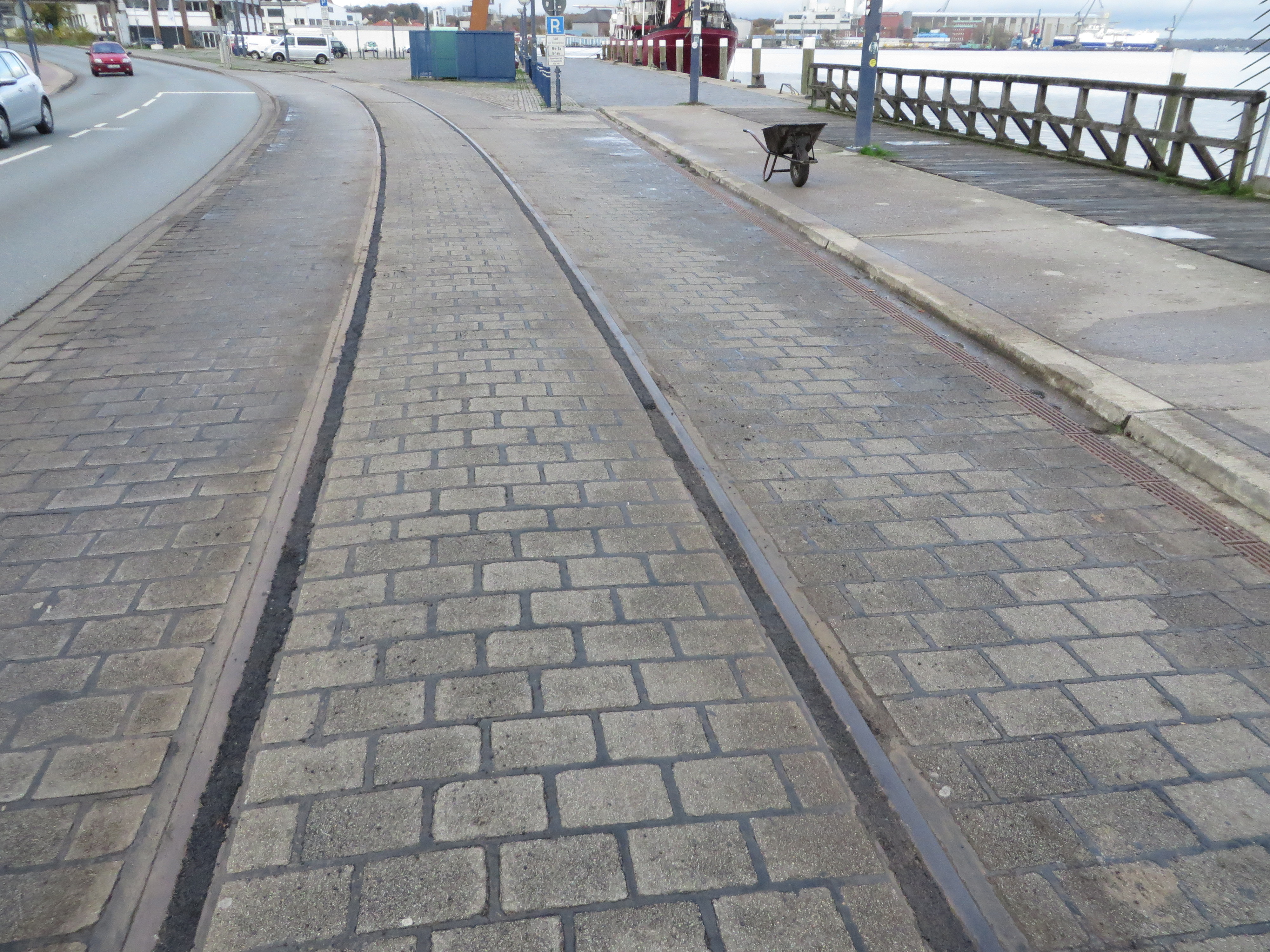
Durch Asphaltierung am 6. November 2014 unbrauchbar gemachte Schienen am Westufer

Bis in die 1990er Jahre fand regelmäßiger Güterverkehr auf der Strecke statt. Danach wurde die Strecke nur für Sonderzüge benutzt, so etwa, um Passagiere von und zu Sonderfahrten des 1908 gebauten, original erhaltenen Salondampfers Alexandra zu befördern oder um Bundeswehrfahrzeuge zur Instandhaltung zur FFG am Westufer zu bringen.
Zu bestimmten Anlässen wie etwa zur Sonderveranstaltung Dampf Rundum in Flensburg wurden Sonderverkehre auf der Strecke gefahren, beispielsweise von der Angelner Dampfeisenbahn.
Am 6. November 2014 wurden auf der Westseite Schienen mit Asphalt gefüllt. Damit sind große Teile der Westseite nun nicht mehr befahrbar. Diese Maßnahme soll rückbaubar sein. Der Fortbestand der Anlage ist von Teilen der Politik in Frage gestellt. Durch den vorgeschlagenen Rückbau der Abstellgleismöglichkeiten auf dem Ostufer dürfte die Einsatzmöglichkeit weiter eingeschränkt werden.

## Perspektive
Es gibt Überlegungen – angeregt unter anderem durch den Fahrgastverband Pro Bahn – einen neuen Personenbahnhof auf Höhe des Zentralen Omnibusbahnhofs (ZOB) zu errichten. Die zentrale Lage beim ZOB wird bei diesen Vorschlägen als Vorteil betrachtet und vermutet, dass dadurch die Fahrgastzahlen erhöht werden können. 2015 wurde ein Gutachten zur möglichen weiteren Entwicklung des Bahnverkehrs in Flensburg veröffentlicht, das verschiedene von der Stadt eingereichte Optionen genauer betrachtete. Von vier realisierbaren Planfällen enthielt einer die Kombination aus einem großen Fernbahnhof in Weiche und einer kleineren Station am ZOB. Je nach Ausbaugrad wurden dafür Kosten zwischen 28 und 59 Millionen Euro prognostiziert. Im November 2016 fiel die Entscheidung für den Verbleib des Bahnhofs an seinem heutigen Standort. Die Ratsmehrheit der Stadt Flensburg entschied, einen schon länger diskutierten Radweg auf der Bahntrasse realisieren zu wollen.
Dem Ansinnen der Stadt Flensburg, die Strecke Ende 2018 zu entwidmen, verweigerte das Land Schleswig-Holstein seine Zustimmung. Im Jahr 2019 wurden bauliche Bestandteile der Hafenbahn aus geschichtlichen, künstlerischen, städtebaulichen und technischen Gründen im Denkmalbuch Schleswig-Holsteins eingetragen. In diesem Zusammenhang explizit genannt wurden die Bahnbrücken sowie das Stützmauerwerk des Bahndamms. Im März 2020 hat das zuständige Oberverwaltungsgericht entschieden, dass die Gleise und Flächen der eigentlichen Hafenbahn an West- und Ostufer nördlich des ZOB in der Planungshoheit der Stadt liegen. Entgegen den von der NEG Niebüll vorgebrachten Ideen muss ein möglicher Regionalverkehr in Zukunft definitiv am ZOB enden. Weil der Bahndamm zum Hafen aber nicht entwidmet wird, kann derzeit auch der Radweg nicht gebaut werden.

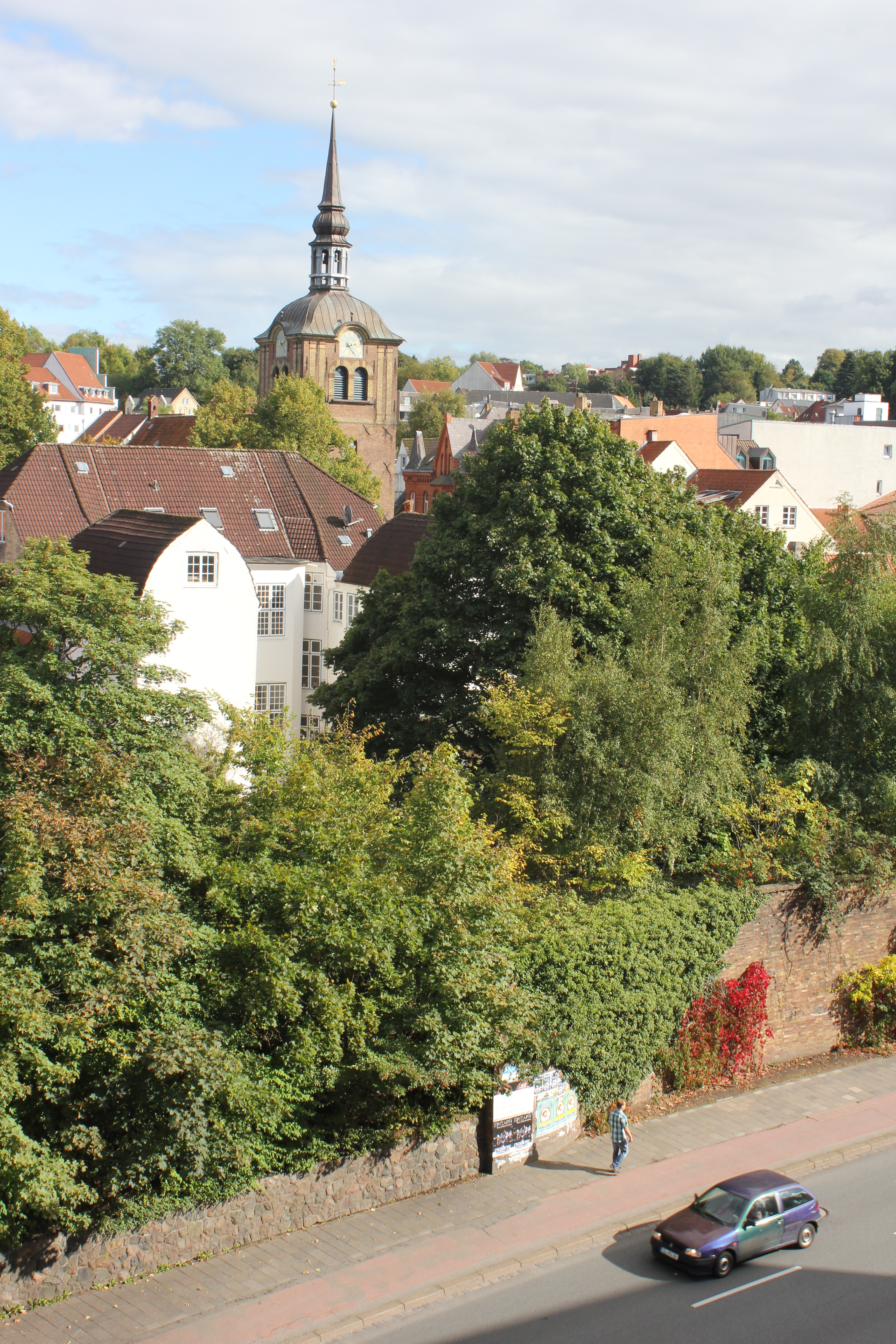
Bahndamm und Johanniskirche
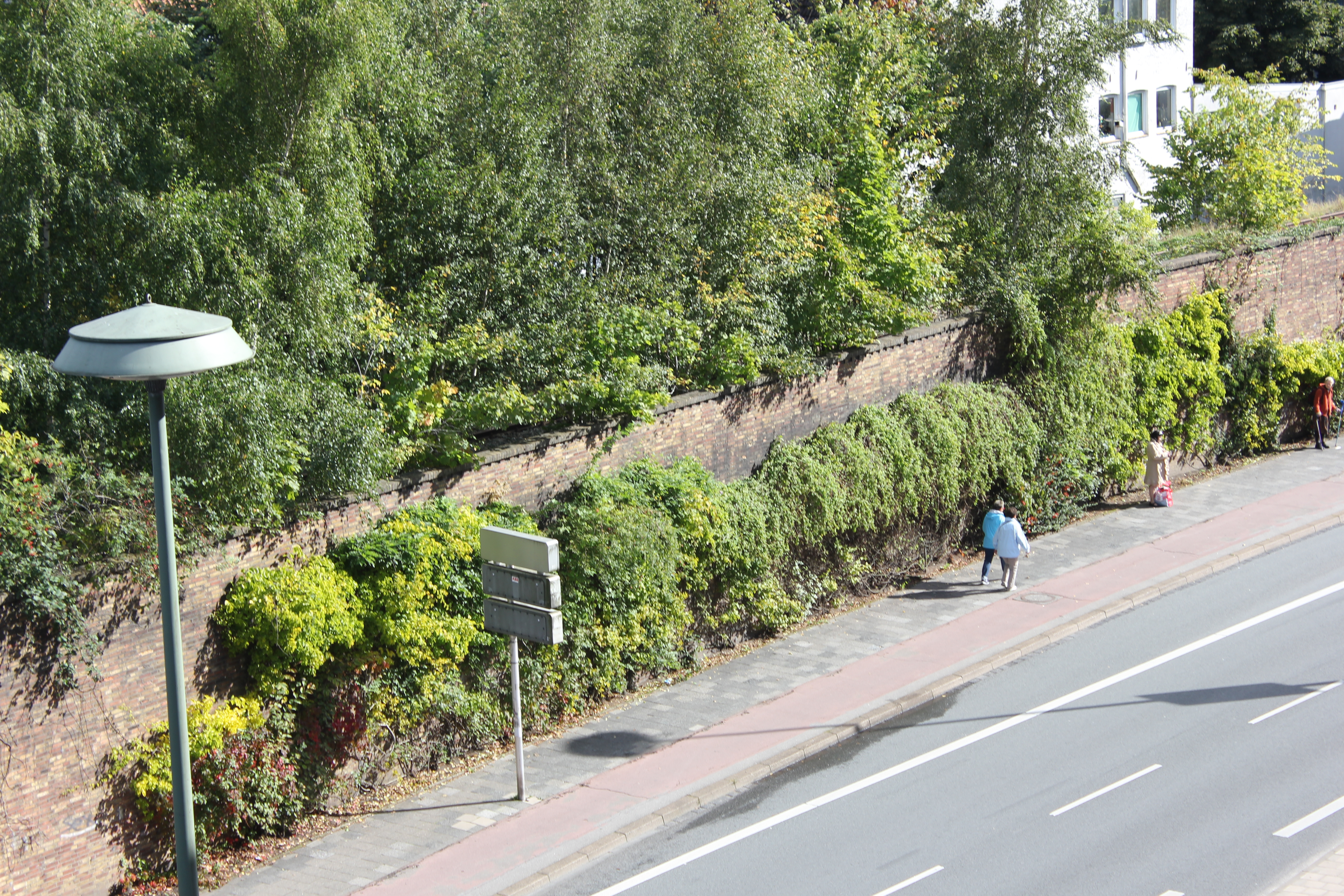
Der Flensburger Bahndamm
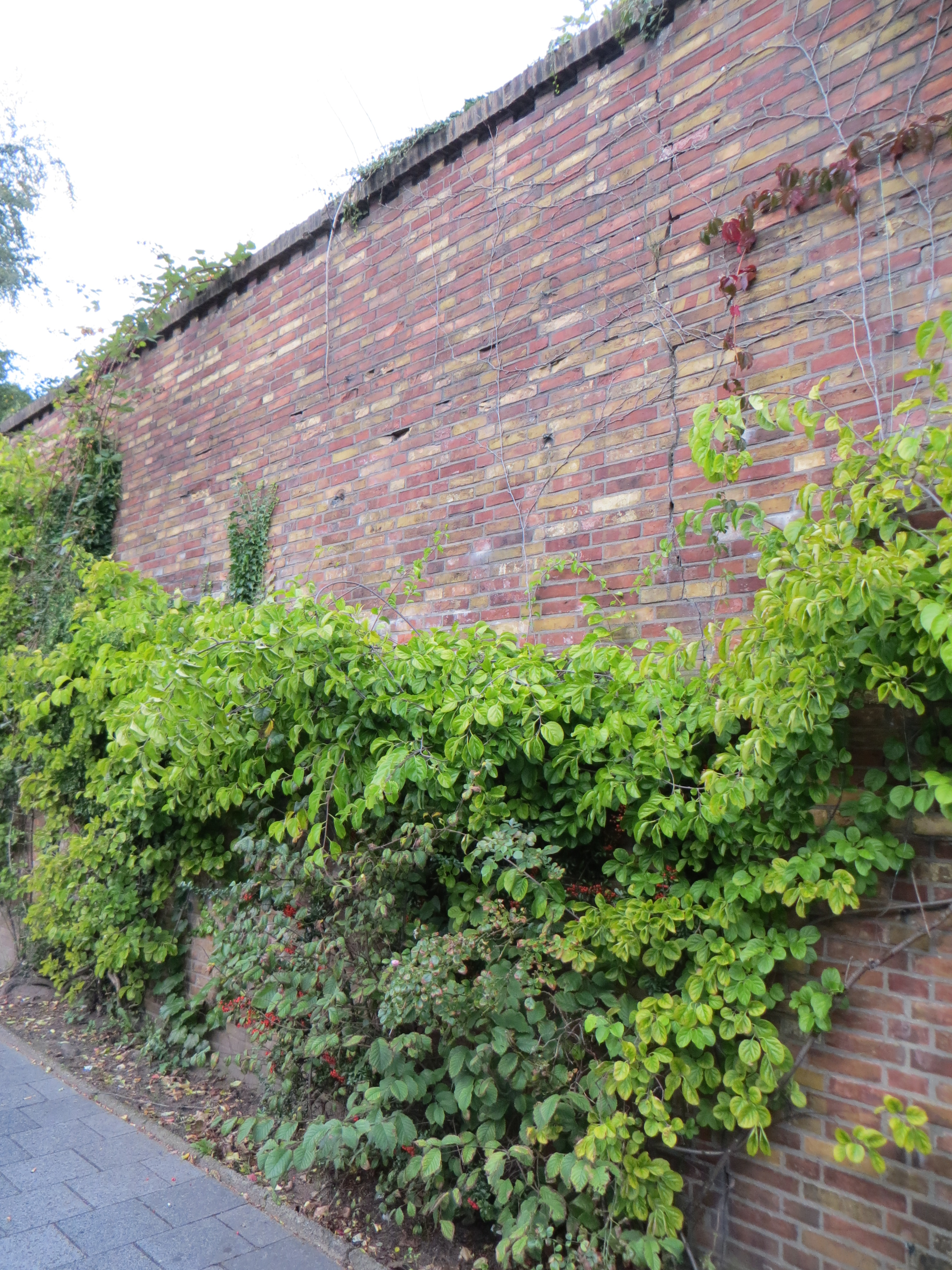
Das Mauerwerk des Bahndamms
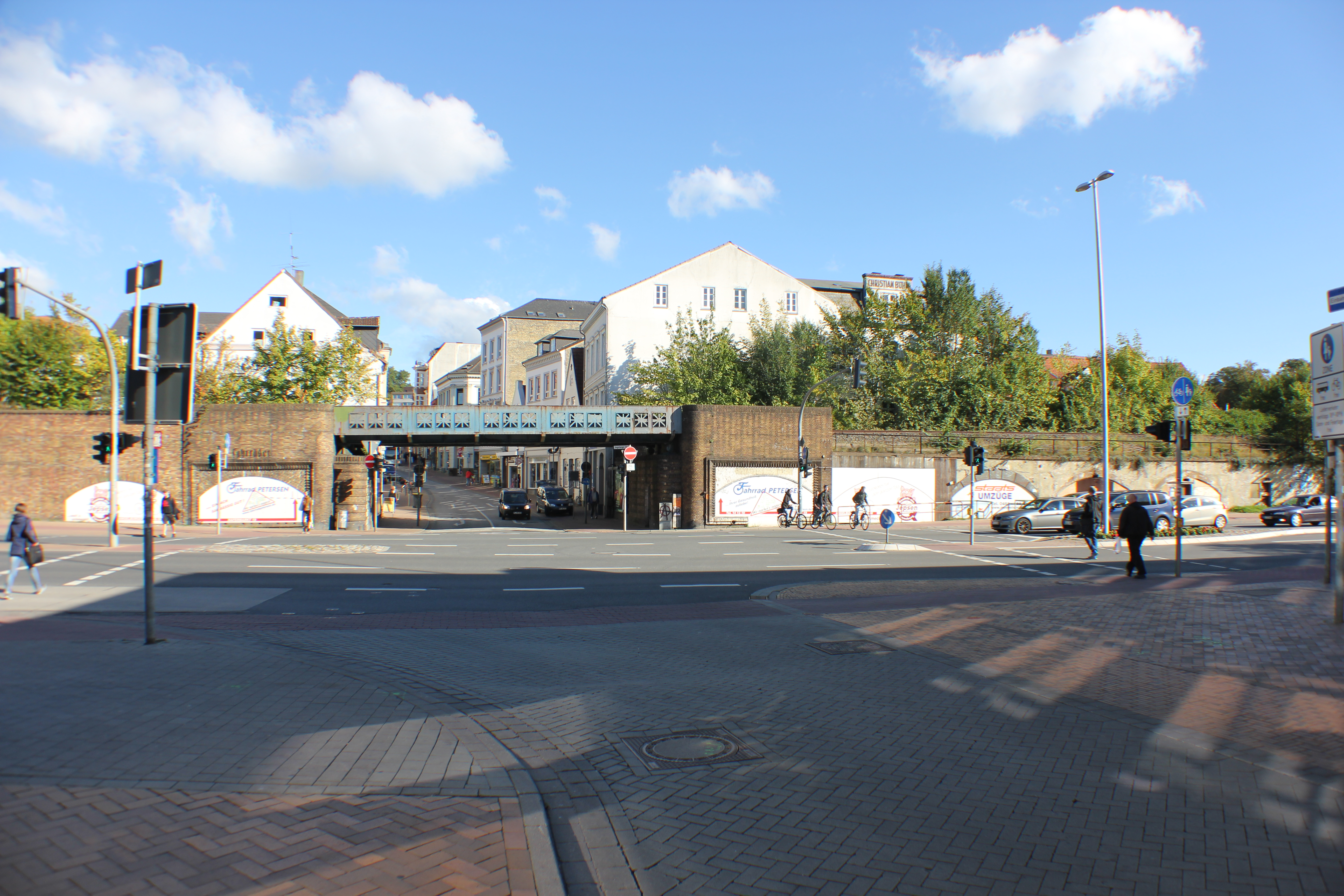
Von der westlichen Angelburger Straße zum Bahndamm geblickt
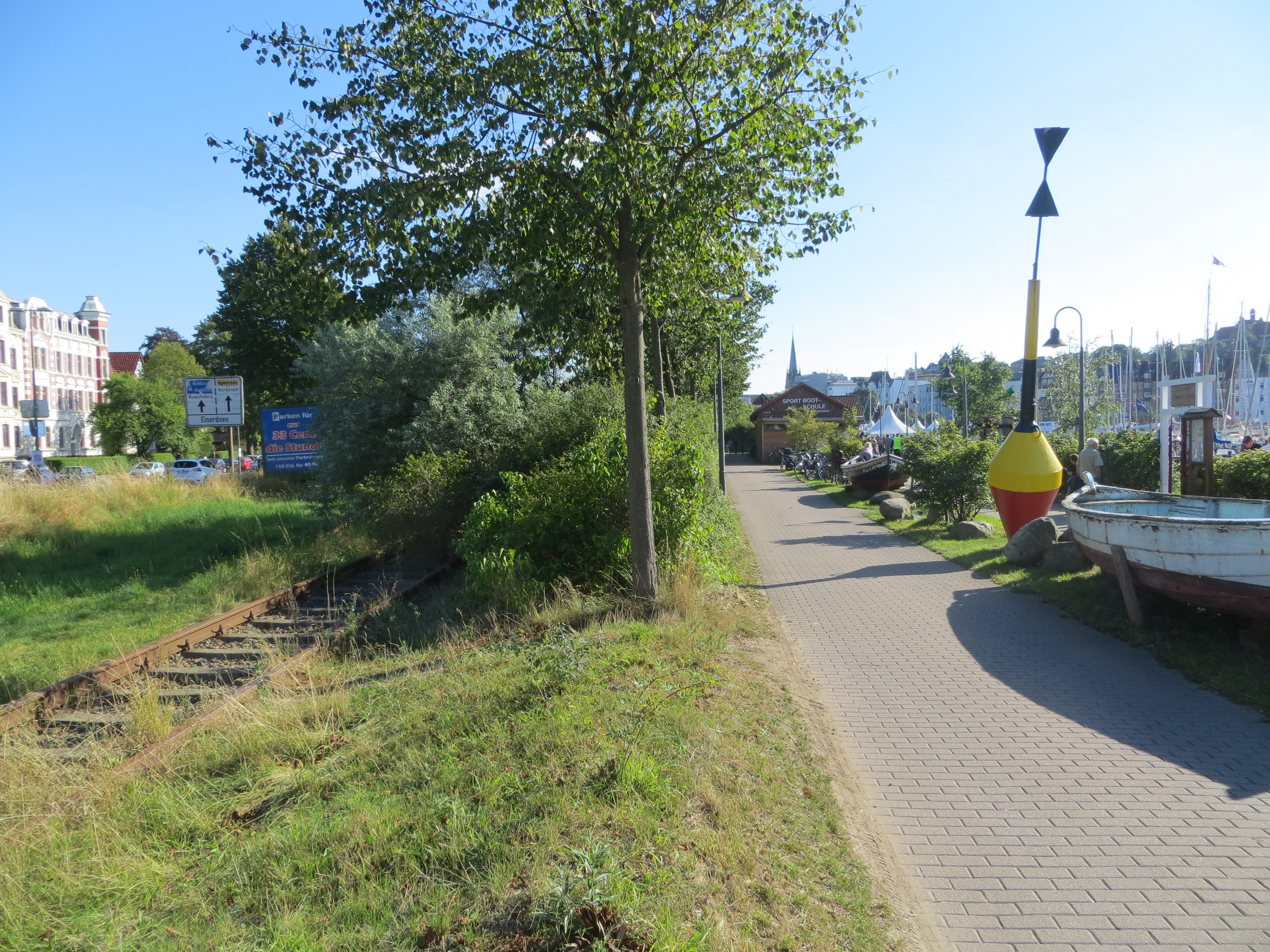
Gleise am Ostufer beim Fischereimuseum (2014)
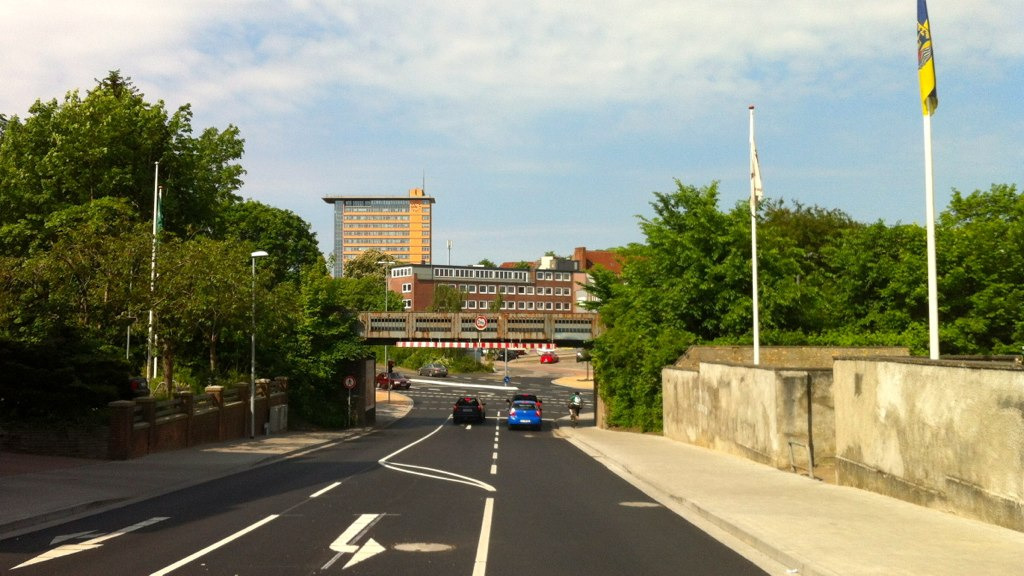
Brücke am Ende der Heinrichstraße, Straßenzustand von 2012 ohne gesonderten Fahrradweg.
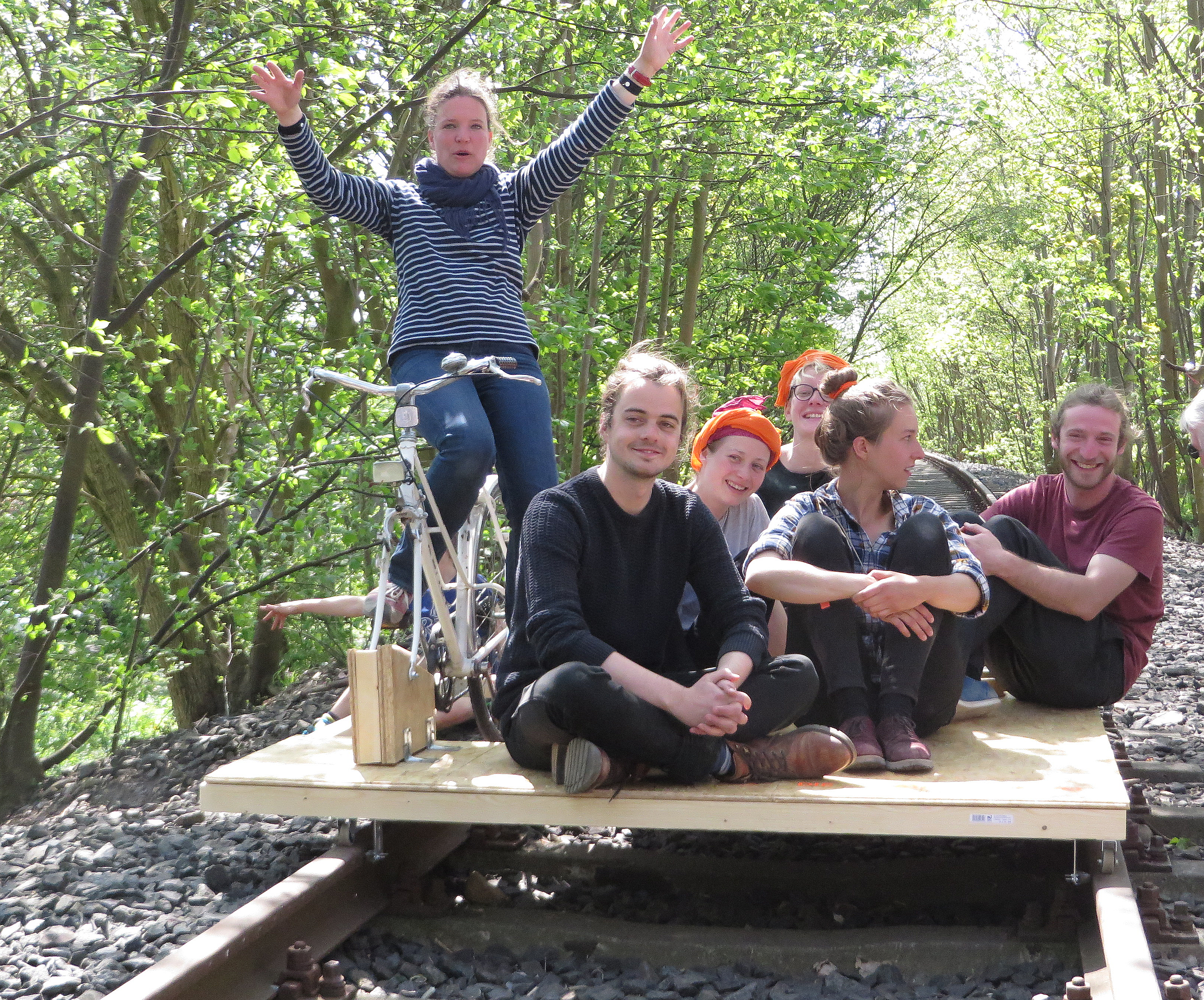
Eine Draisine als Vorschlag des Projektes Stadtdenkerei zur Reaktivierung

## Mauseloch
Das Mauseloch (niederdeutsch Muusloch, dänisch Musehullet, Lage) ist eine bekannte Fußgängerunterführung nahe dem Flensburger ZOB, die durch den Bahndamm der Flensburger Hafenbahn verläuft. Wann das Mauseloch genau entstand, ist unklar, möglicherweise um 1929, in Zusammenhang mit dem gleichzeitigen Bau durch die gelbe backsteinerne Stützmauer. Im Stadtmodell im Flensburger Rathaus, das Flensburg um 1950 darstellt, ist es schon zu finden.

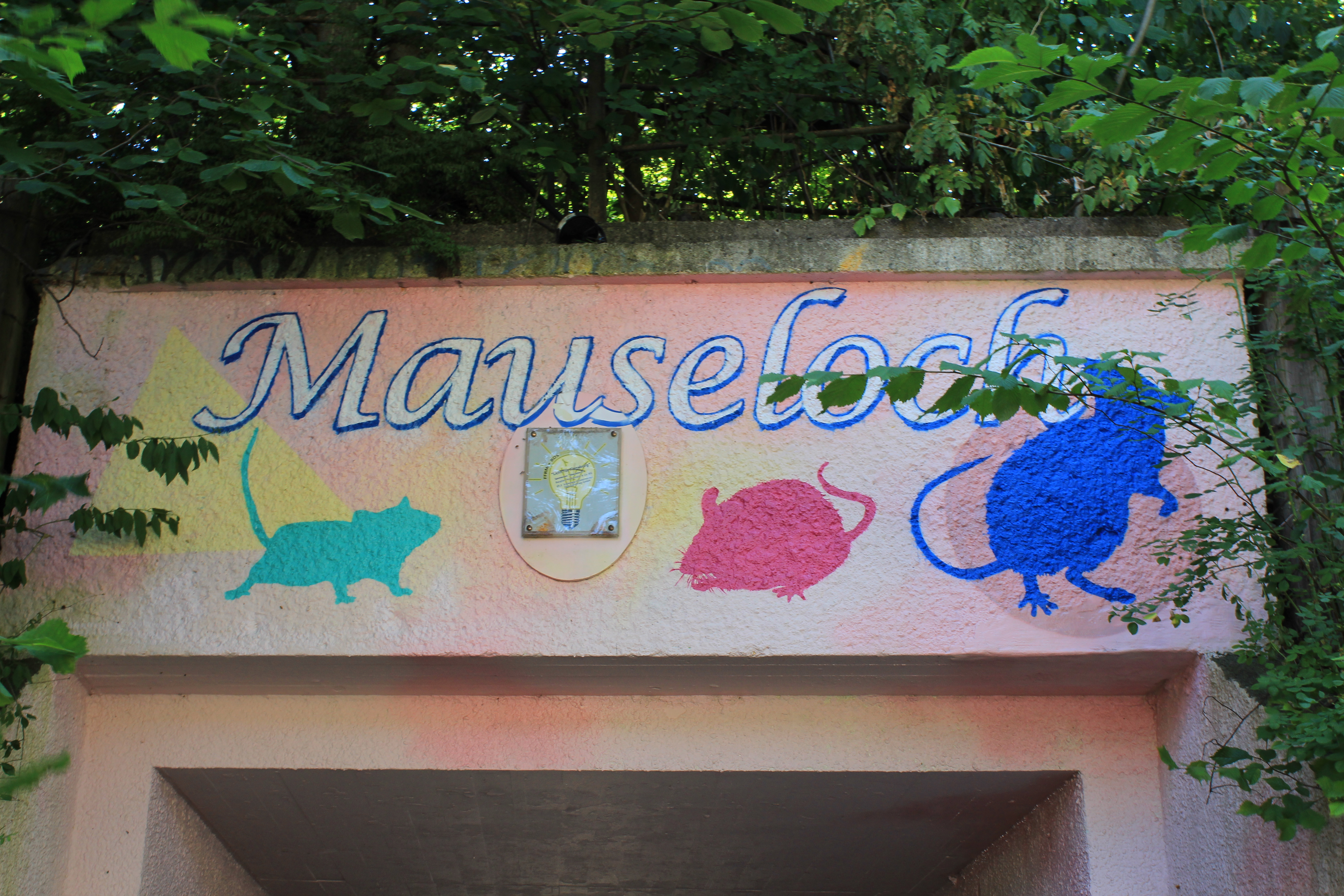
Schriftzug des Mauselochs auf der Ostseite (Sommer 2017)

Ebenfalls unklar ist, seit wann das Mauseloch den volkstümlichen Namen hat. Auf Grund seiner geringeren Größe ist das zentral in der Flensburger Innenstadt gelegene Mauseloch wie viele andere Unterführungen gewöhnlich nicht auf Stadtplänen eingezeichnet. Das Mauseloch hat eine Länge von ungefähr 17 bis 18 Metern. Der Zugang auf der Westseite ist etwa 2,45 Meter hoch und 2,50 Meter breit. Auf der Ostseite weist es eine Höhe von ungefähr 2,65 Metern auf und ist ebenfalls 2,50 Meter breit.
Das Mauseloch verbindet den Fußweg der Straße Süderhofenden am ZOB mit dem östlich gelegenen Johannisviertel. Die Parkplätze, die an der östlichen Tunnelöffnung liegen, befinden sich auf einem Areal, das für einen möglichen zweiten zentralen Flensburger Bahnhof vorgesehen wurde. Da früher der ZOB auf der Straßenseite mit dem Mauseloch lag, steht heute nach dem Umbau eine Tafel, die sich mit der Geschichte des ZOB beschäftigt.
Um 2000 herum versah der Künstler Daniel Heger das Mauseloch mit passenden Graffiti. Über den Tunnelöffnungen warteten seitdem graufarbene Mäuse auf die Besucher. Der Tunnel selbst war von ihm als ein riesiger Käse gestaltet worden. Im Tunnel befand sich eine weitere, besonders große Maus. Trotz der liebevollen Gestaltung litt das als Auftragsarbeit entstandene Kunstwerk jedoch im Tunnelinneren unter Vandalismus.
2013 bis 2014 wollten Politiker im Flensburger Rathaus einen gesonderten Fahrradweg bei der Heinrichstraße anlegen lassen, für den sie ein zweites Mauseloch anstrebten. Der über Monate diskutierte zweite Tunnel durch den Bahndamm hätte 750.000 Euro gekostet. Die Flensburger Politik verzichtete auf die Maßnahme und ließ einen Teil der Fahrspur extra für Fahrradfahrer und Fußgänger sperren. Alternativ hätten die Fußgänger weiterhin auf die andere Straßenseite wechseln müssen. Die Fahrradfahrer hätten dies ebenfalls machen müssen oder hätten die Fahrspur nutzen müssen.
Im Juni 2017 gestaltete der Graffitikünstler Sven Schmidt von den Graffiti-Malern, die in Flensburg schon mehrfach verschiedene Arbeiten realisierten, den Tunnel in neuen, helleren Farben. Initiiert und finanziert wurde die Arbeit durch die Aktionsgemeinschaft östliche Altstadt. An der Finanzierung beteiligte sich des Weiteren das Verkehrsunternehmen Aktivbus Flensburg. Auf „Kaugummi-rosanem“ Hintergrund prangt nun am westlichen und östlichen Eingang der Schriftzug „Mauseloch“ mit jeweils identischen, einfarbigen Mäusen, die mittels Schablonen-Technik eingefügt wurden. Die Verwendung solcher Schablonen bietet die Möglichkeit, die Arbeit im Falle von Vandalismus wesentlich einfacher wiederherzustellen. Das Thema Mauseloch wurde im Tunnelinneren im Gegensatz zur vorherigen Arbeit ausgespart. Stattdessen wurden hier Wahrzeichen und Sehenswürdigkeiten der Stadt sowie vorbeilaufende Menschen als Motive für die Auftragsarbeit ausgewählt, die ebenfalls einfarbig als Silhouetten in Pastelltönen gestaltet wurden. Durch Hinweispfeile werden ortsfremden Personen informiert. Ungefähr in der Mitte des Tunnels befinden sich auf beiden Tunnelseiten identische in Schwarz gehaltene Flensburgwappen. In Bodennähe der beiden Ausgänge wurde jeweils eine individuell gestaltete Maus angebracht.

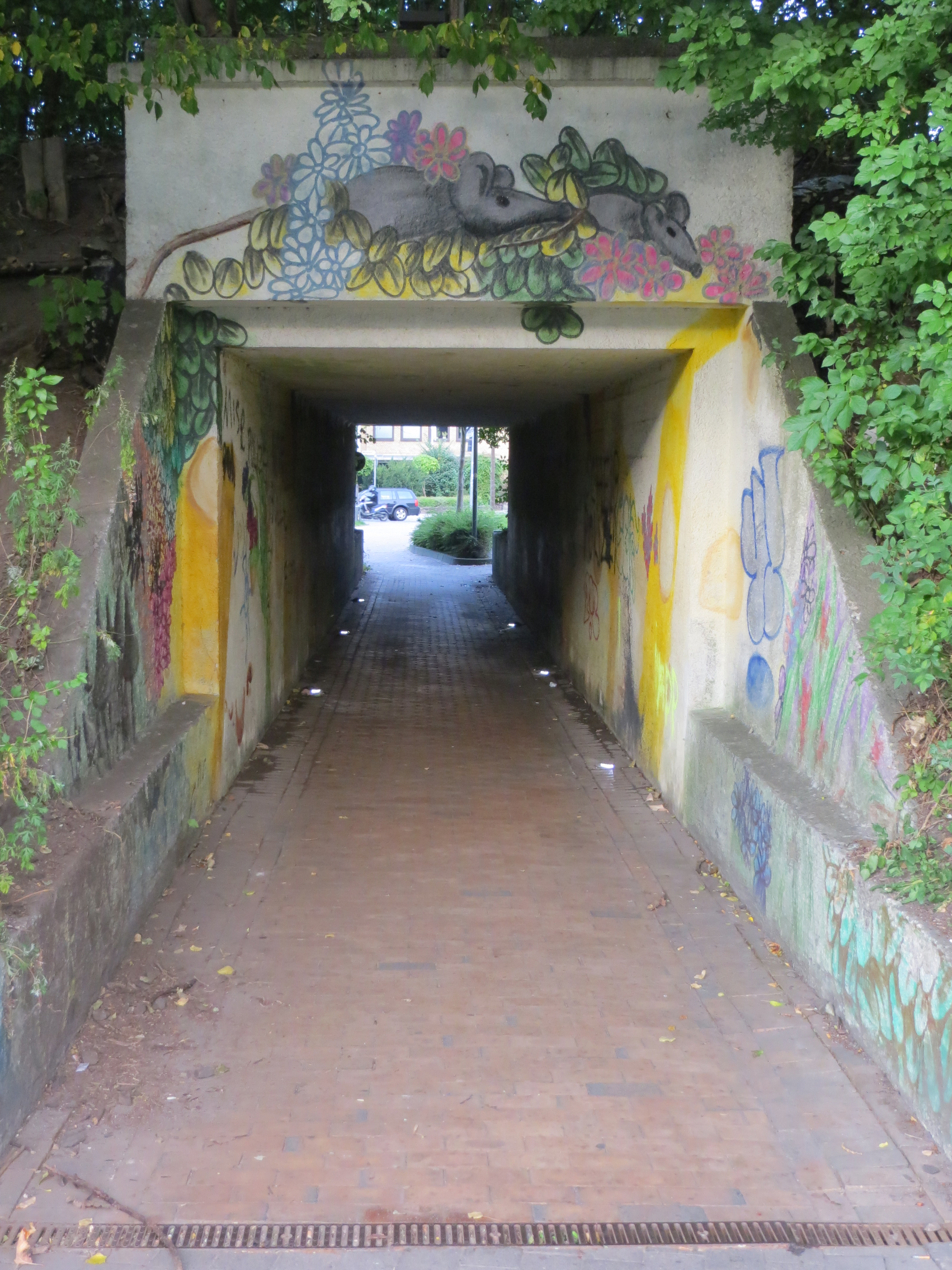
Das Mauseloch durch den Bahndamm beim ZOB (Westseite)
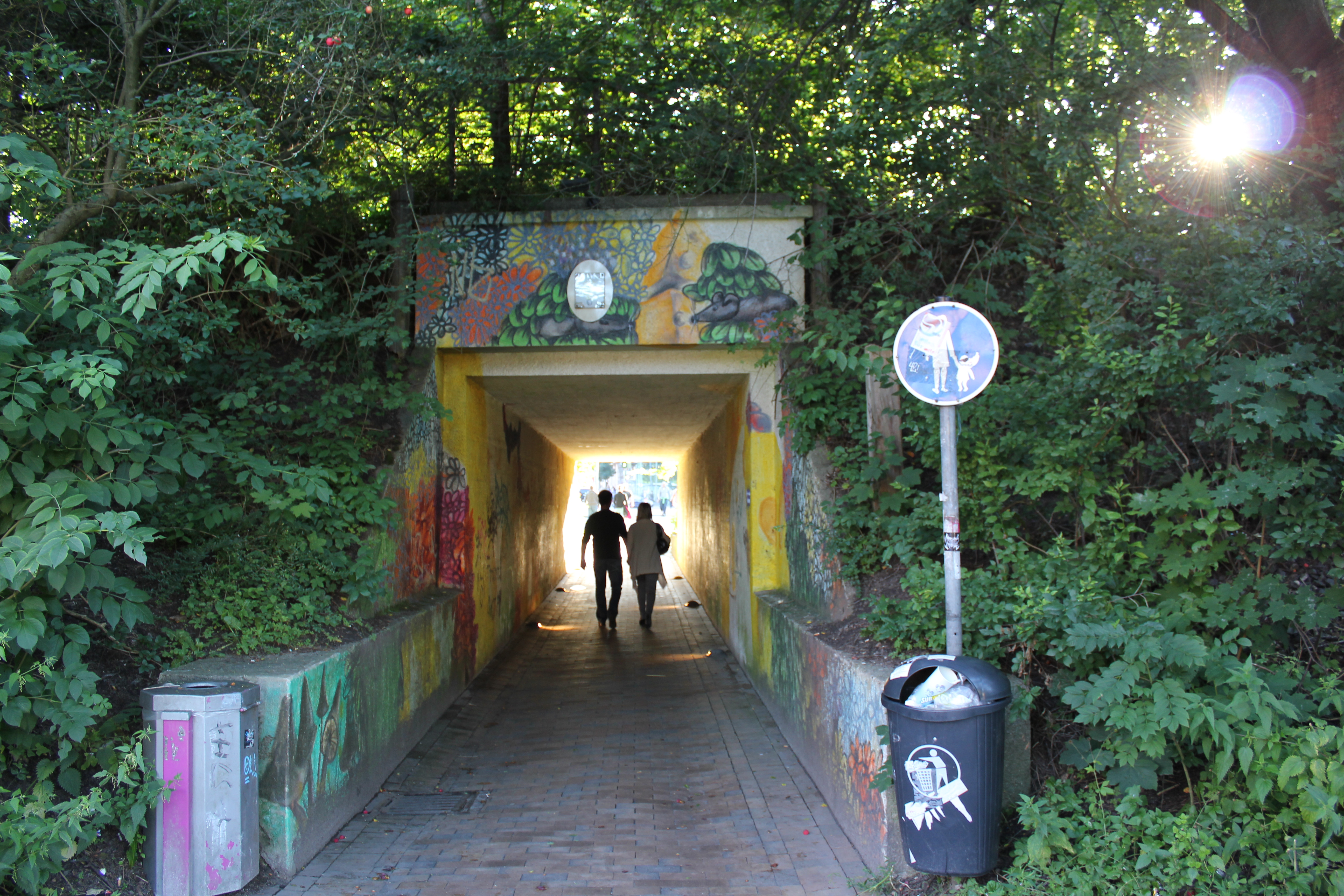
Öffnung auf der Ostseite
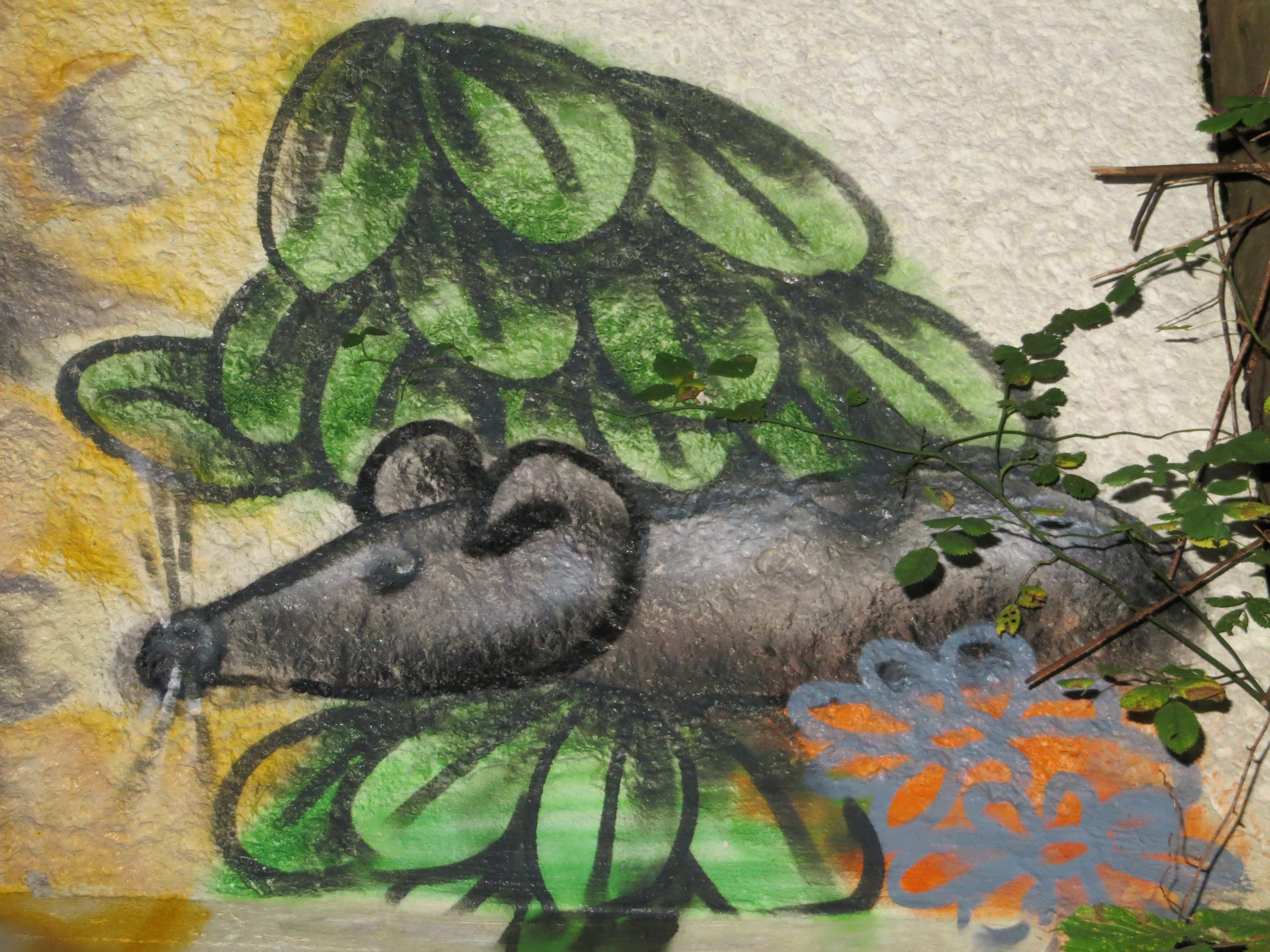
Gestaltung vom Mauseloch
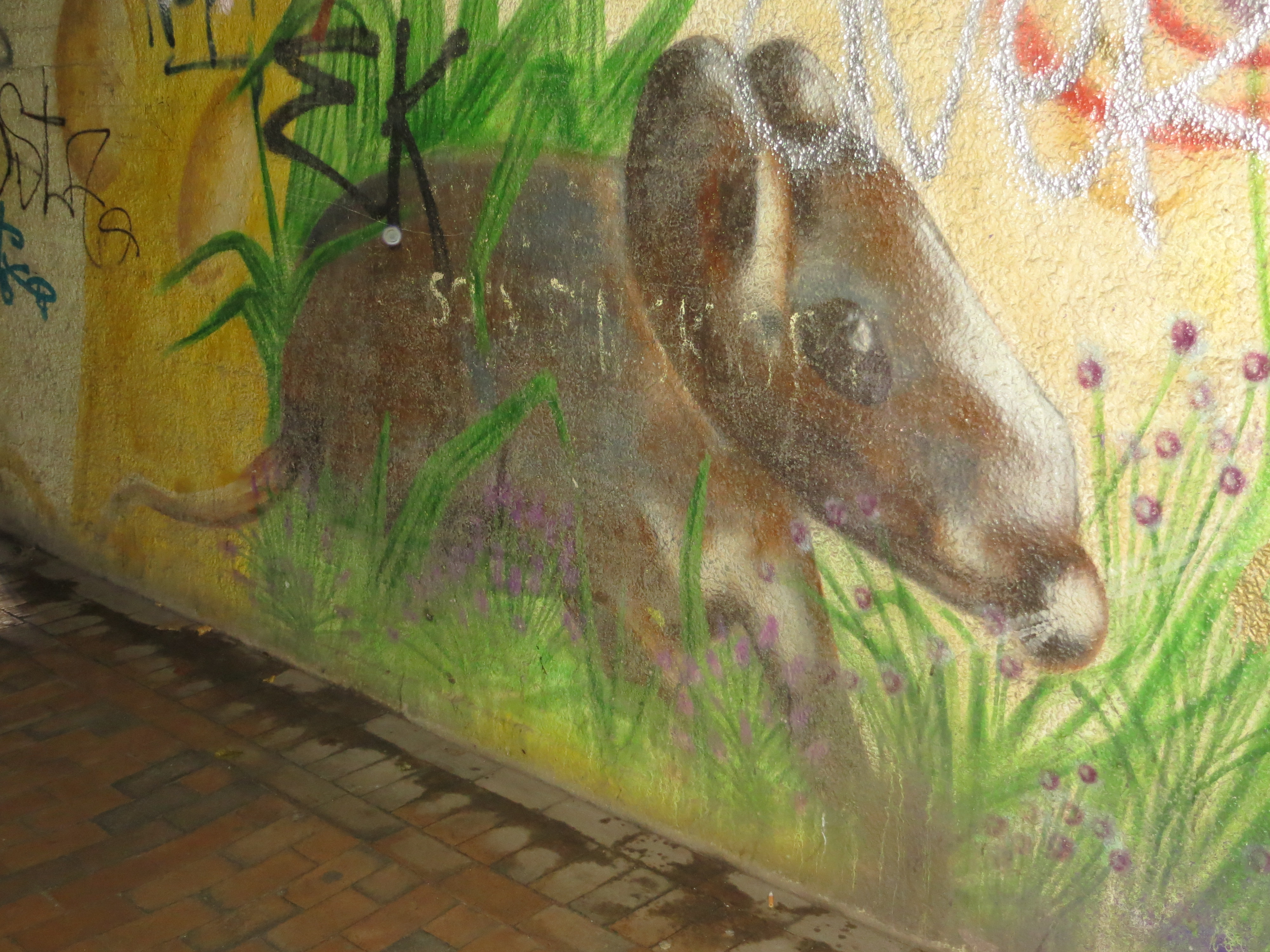
Die Maus im Käse gefüllten Tunnel – (alle bis Juni 2017)
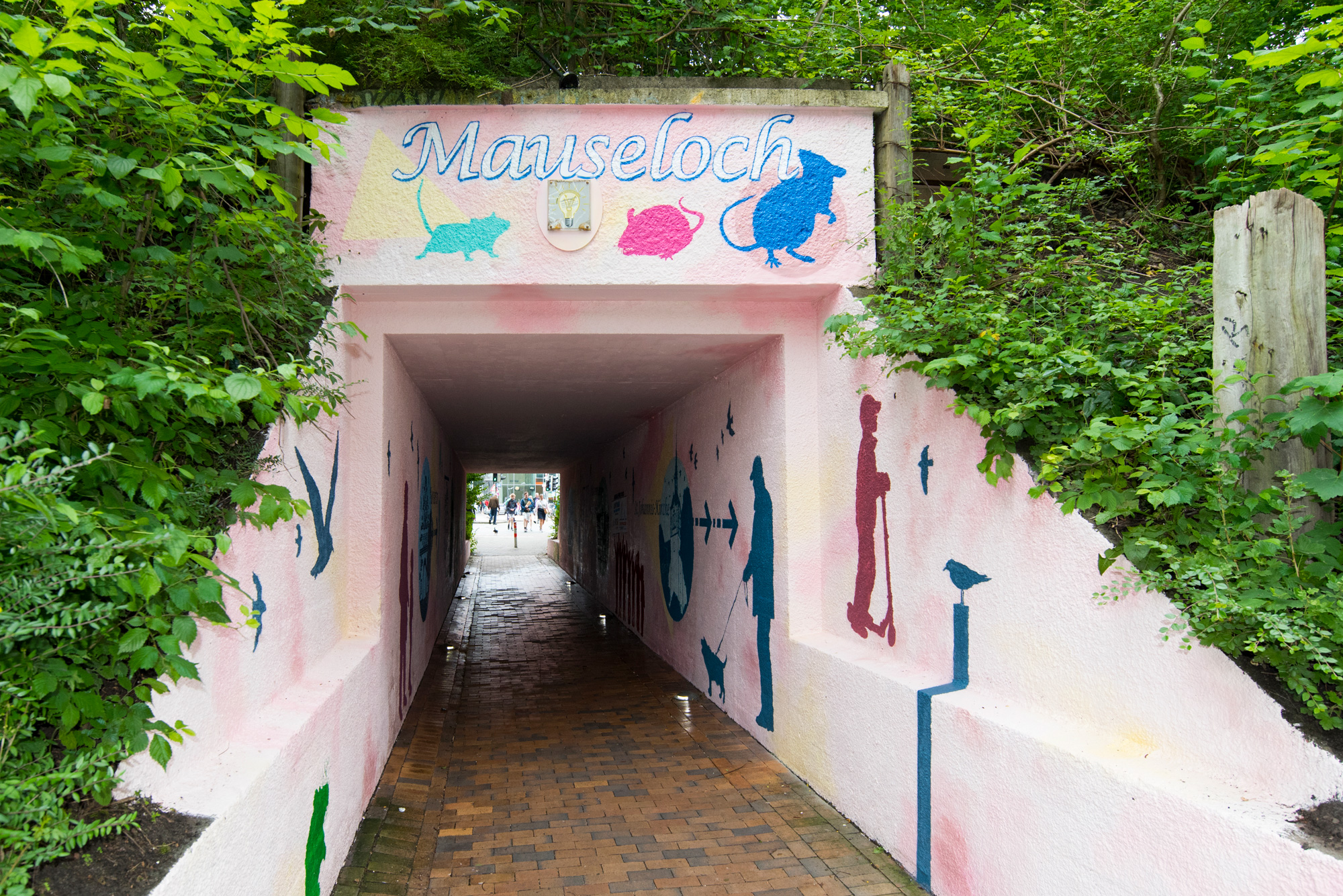
Mauseloch Flensburg nach der Neugestaltung des Künstlers Sven Schmidt 2017 (Westseite)
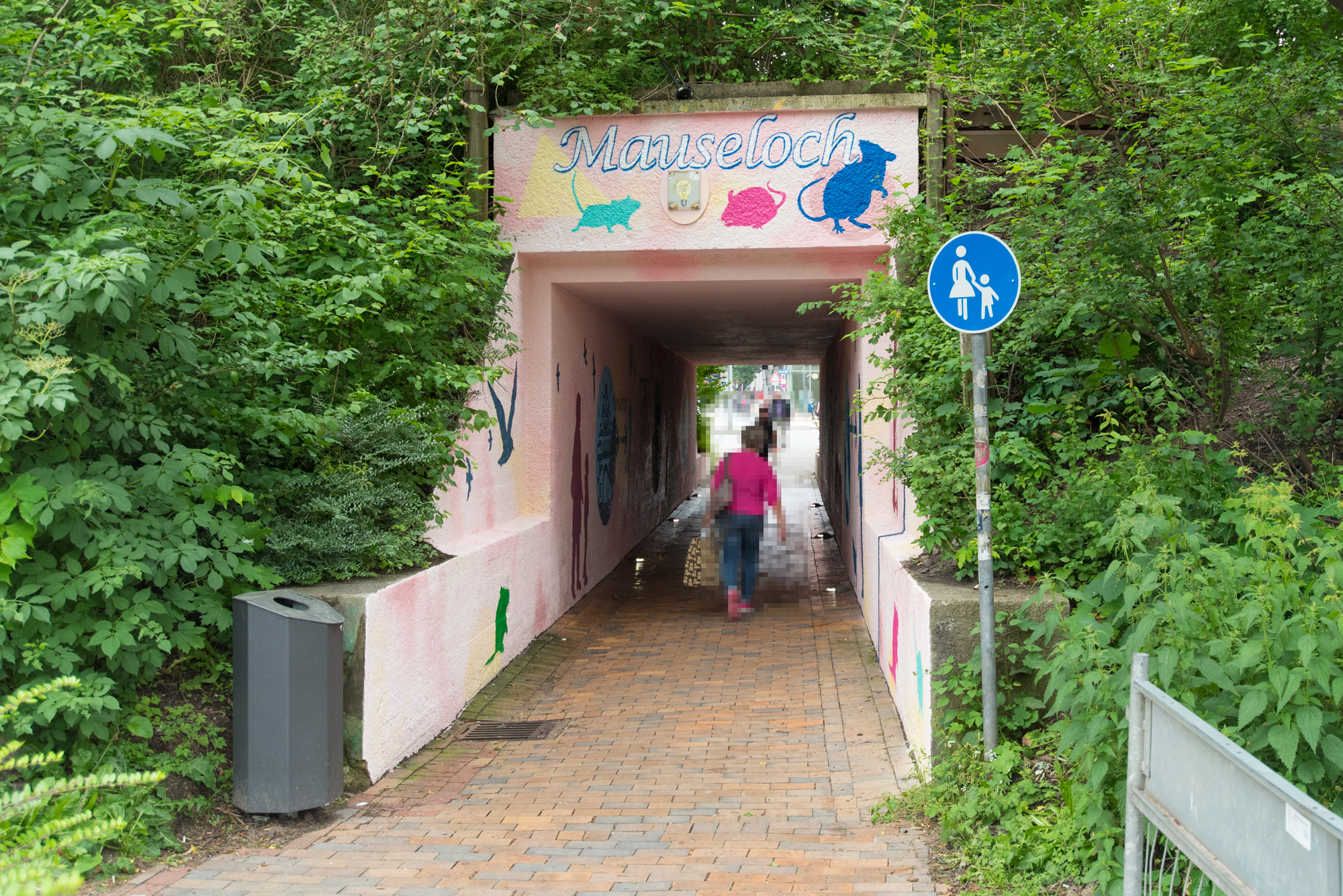
Mauseloch Flensburg nach der Neugestaltung des Künstlers Sven Schmidt 2017 (Ostseite)
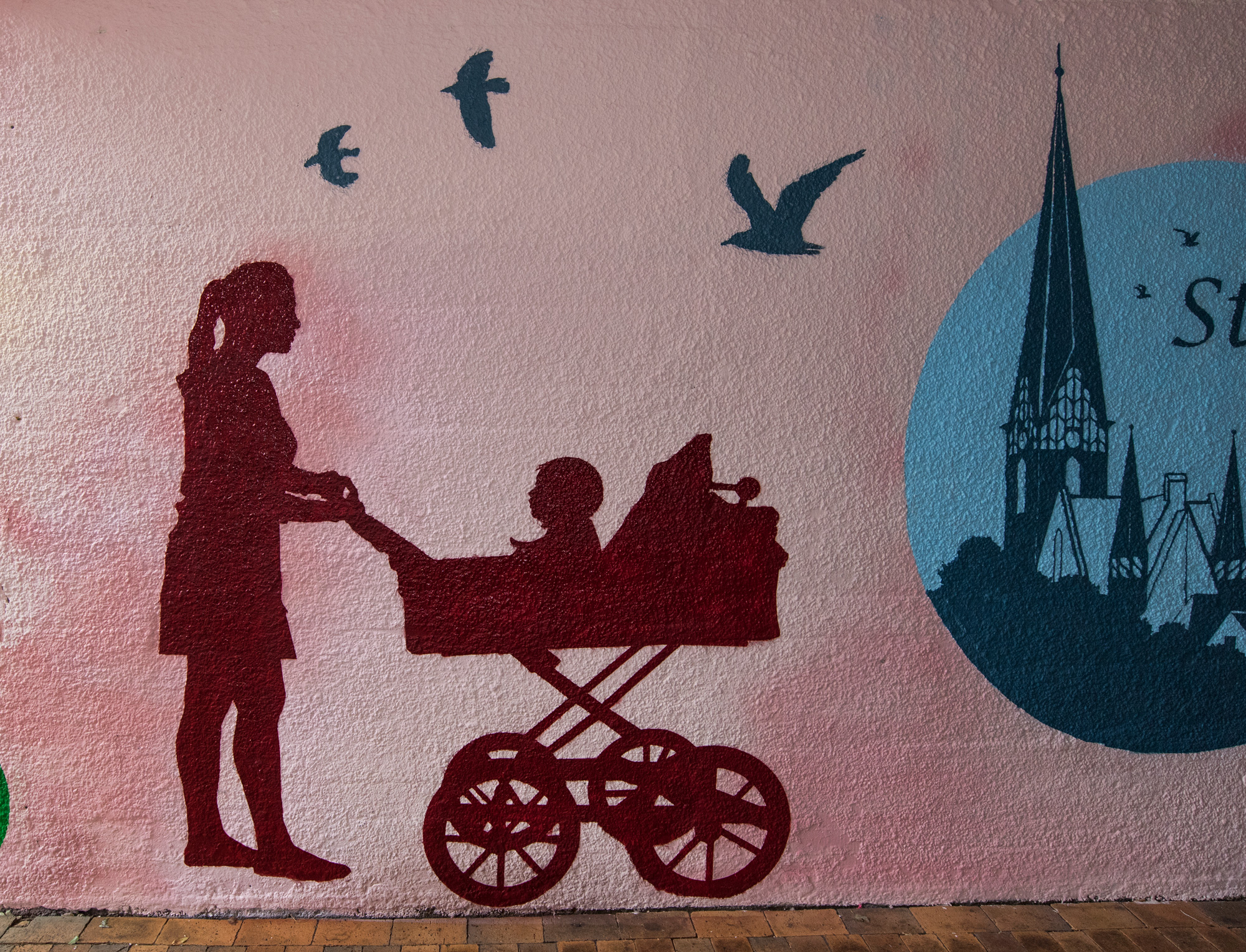
Detailansicht  – Frau mit Kind  im Mauseloch Flensburg nach der Neugestaltung des Künstlers Sven Schmidt 2017
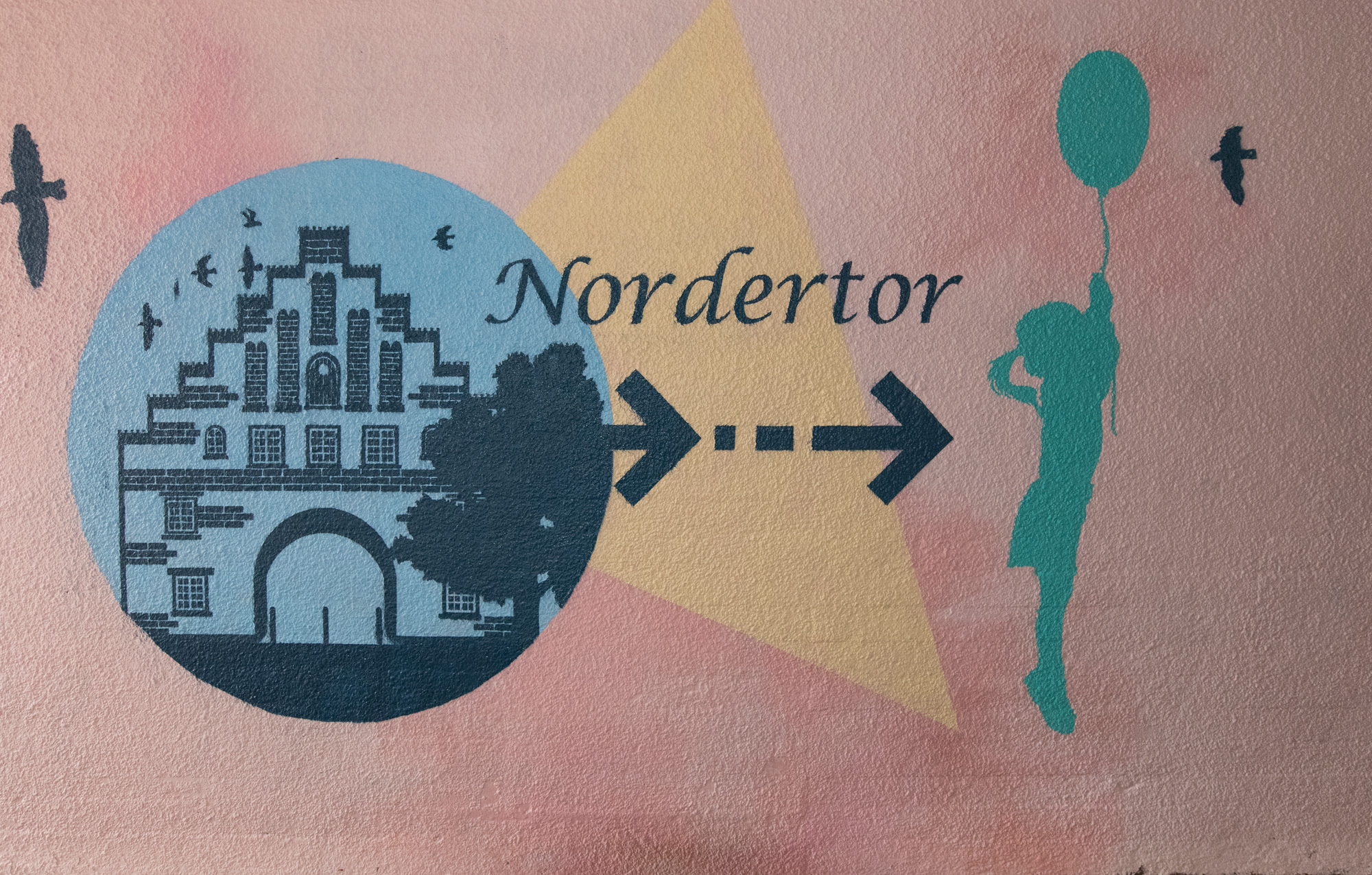
Detailansicht Nordertor Flensburg im Mauseloch Flensburg nach der Neugestaltung des Künstlers Sven Schmidt 2017 (Detail Ansicht)
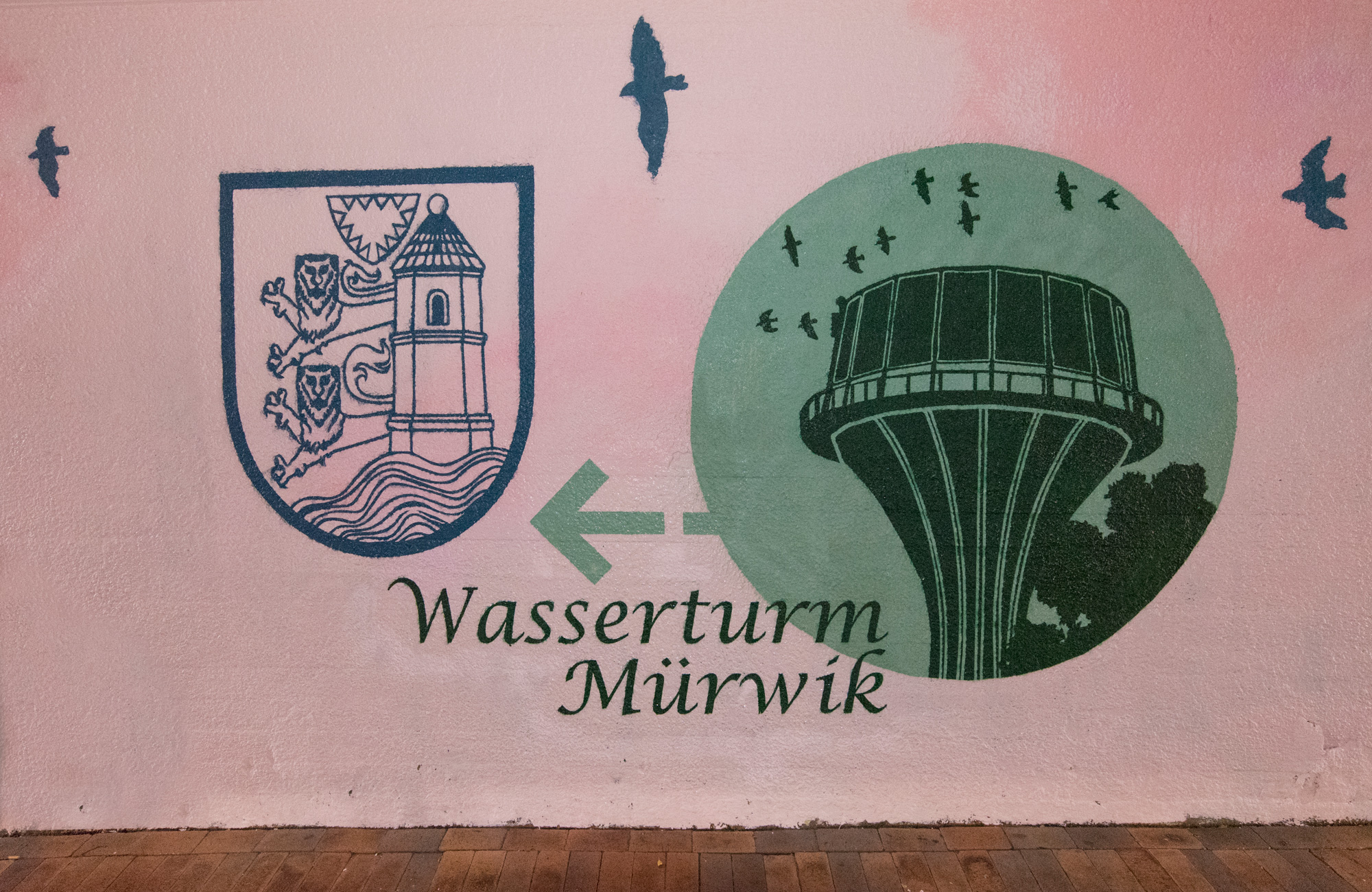
Detailansicht  Wasserturm Mürwik im Mauseloch Flensburg nach der Neugestaltung des Künstlers Sven Schmidt 2017 (Detail Ansicht)
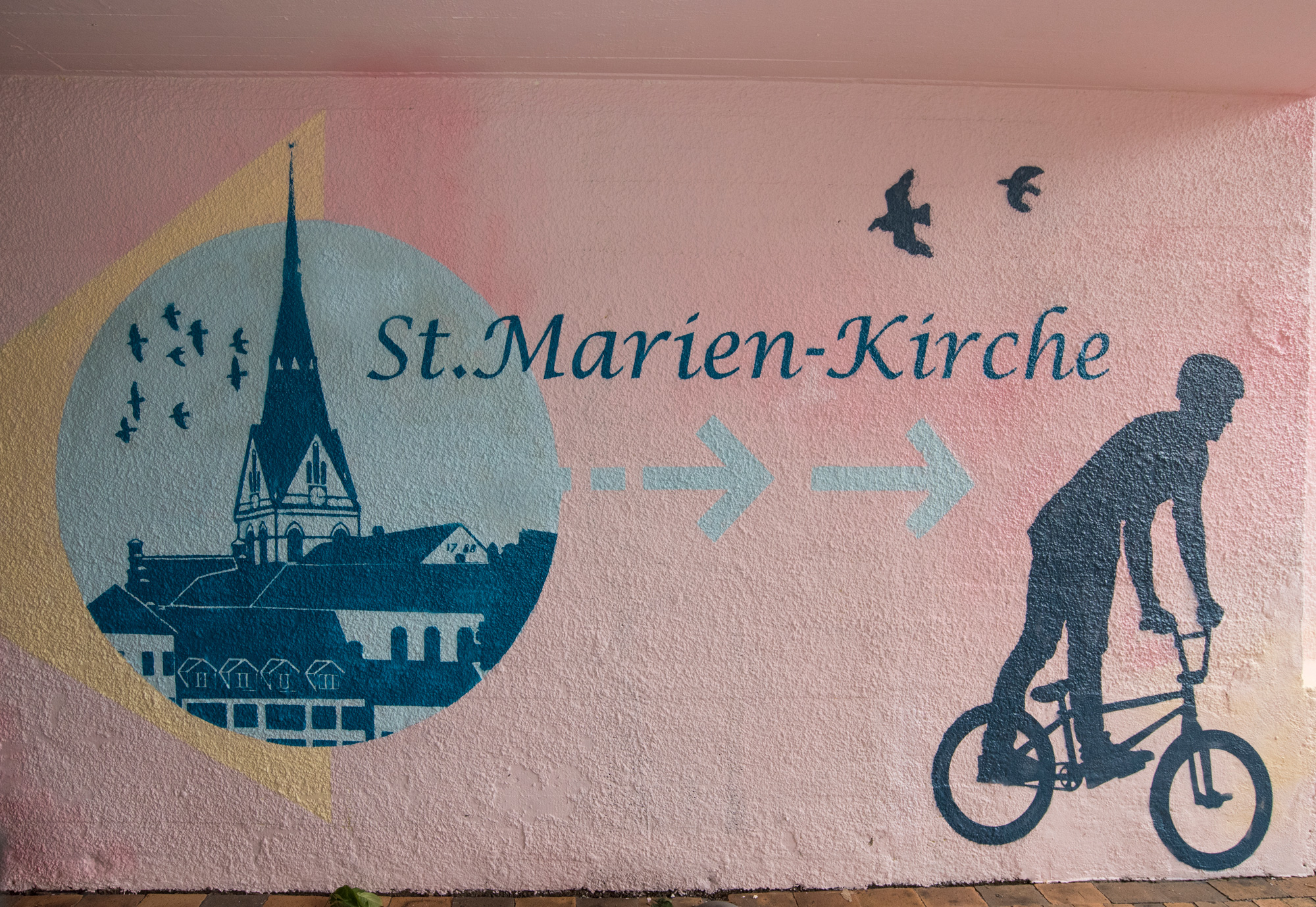
Detailansicht St. Marien-Kirche im Mauseloch Flensburg nach der Neugestaltung des Künstlers Sven Schmidt 2017 (Detail Ansicht)
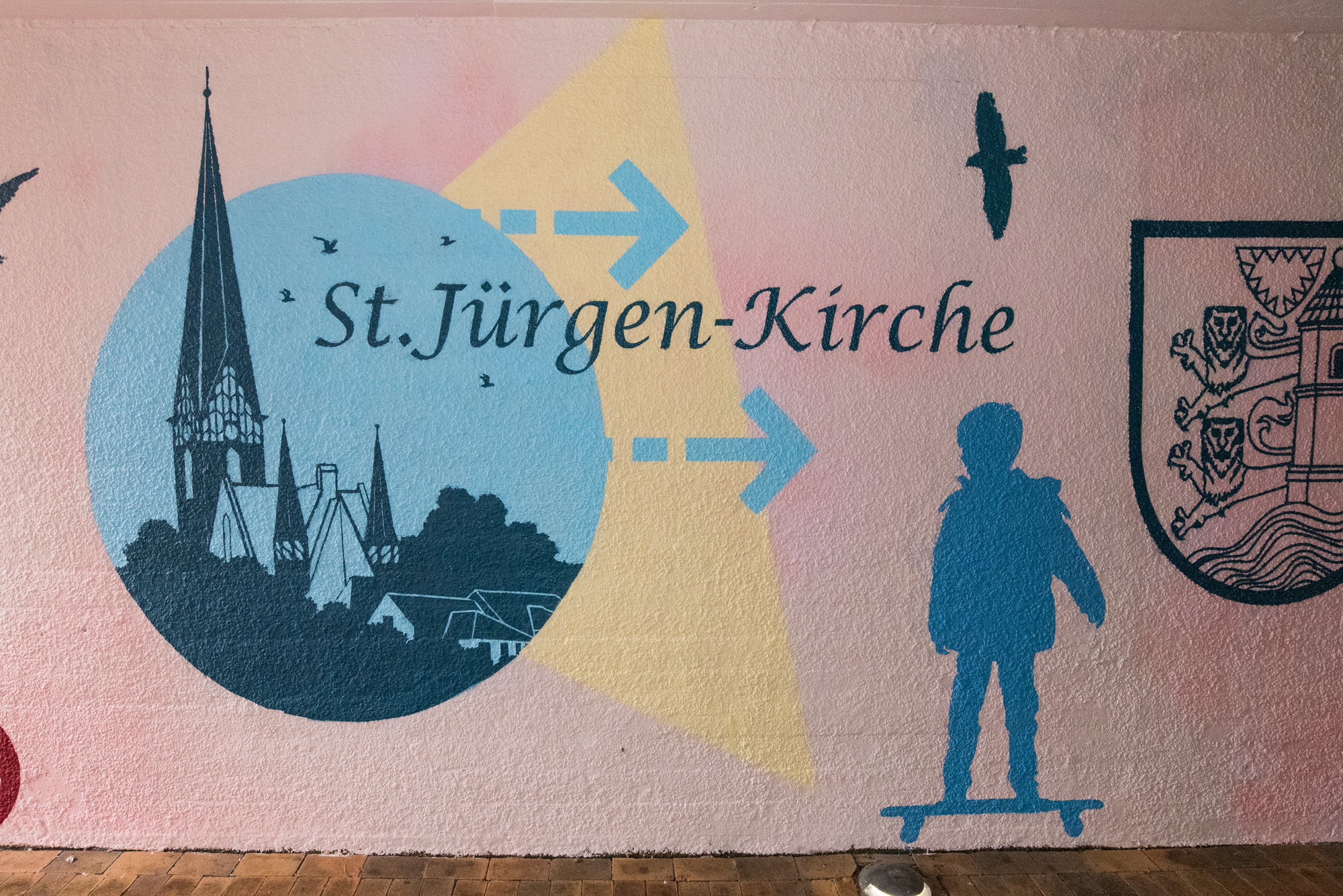
Detailansicht St. Jürgen-Kirche im Mauseloch Flensburg nach der Neugestaltung des Künstlers Sven Schmidt 2017 (Detail Ansicht)
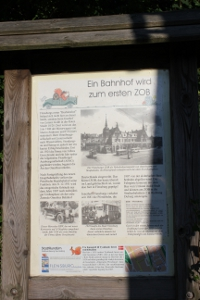
Die Informationstafel: „Bahnhof wird zum ersten ZOB“ direkt neben dem Mauseloch